# Александар М. Поповић
Александар М. Поповић (Бобота, 23. маја 1890 —) био је српски књижар и трговац, председник Савеза књижарских организација, Београдске организације и члан Управе међународних конгреса издавача.

## Биографија
Рођен је у Боботи, у вуковарском срезу, где завршава основну школу и два разреда реалке. Године 1908/9. у Београду похађа трговачку школу. Од 1904. године је био у служби у Књижари С. Б Цвијановића, где је радио до 1914. године, када као добровољац одлази у рат.
После рата, 1920. године одлази у Француску, где изучава трговачки занат, а 1921. године са два пријатеља отвара књижару "Освит". После три године постаје директор књижаре "Време". За време рада у ове две књижаре бави се уређивањем и издавањем књига. Затим, 1927. године оснива издавачко предузеће под називом "Француско-српска књижара Александра М. Поповића", чији је задатак био издавање и ширење књижевних и уметничких, првенствено домаћих остварења. Тако је под његовим уредништвом издато преко 200 наслова. Његова књижара је имала изузетно добро организовано продајно одељење за рад са купцима, које је било добро снабдевено и служило је као стална изложба књига.
Да би подстакао писце на рад, 1935. године је установио легат "Академија седам уметности у Београду", којој је годишње давао 5000 динара, да би се сваке године истакнутим књижевницима и уметницима давала награда. Те награде су додељиване до 1941. године. Међу награђенима били су Десанка Максимовић, Бранко Ћопић, из Сарајева Душан Ђуровић и Боривоје Јевтић, драматург.
Поповић је био председник Савеза књижарских организација, Београдске организације и члан Управе међународних конгреса издавача. Године 1938, поднео је на конгресу издавача реферат О минималном хонорару за преводе намењене за земље са малим бројем читалаца, који је исте године објављен у билтену конгреса. Писао је и стручне чланке у Гласнику књижара, али је и преводио са француског и писао оригиналне радове.